# Johannes Olm
Johannes Olm (* 29. September 1895 in Mönchengladbach; † 2. September 1953 in Arnsberg) war von 1949 bis 1953 Bürgermeister von Arnsberg.

## Leben
Er war von Beruf Tischler und nahm als Soldat am Ersten Weltkrieg teil. Nachdem er nach dem Ende des Krieges keine Arbeit in seinem Beruf gefunden hatte, wurde er Bergmann im Ruhrgebiet. Im Jahr 1920 fand er als Schreiner Anstellung in Arnsberg und legte 1925 die Meisterprüfung ab. Er war seit 1922 Mitglied der SPD und wurde 1927 Stadtverordneter und Magistratsmitglied. Er absolvierte eine berufliche Umschulung und war seit 1931 Sachbearbeiter beim örtlichen Arbeitsamt. 
Er hat sich früh gegen den aufkommenden Nationalsozialismus in der Stadt gewandt. Am 1. April 1933 wurde er wegen seiner antifaschistischen Haltung von SA-Männern gewaltsam von seinem Arbeitsplatz entfernt und in sogenannte Schutzhaft genommen. Danach stand er unter Polizeiaufsicht und arbeitete wieder in seinem erlernten Beruf. Olm machte sich 1939 selbständig und war seit 1945 Innungsobermeister des Schreinerhandwerks im Kreis Arnsberg. 
Er engagierte sich auch wieder für den Wiederaufbau der SPD in Arnsberg. Am 6. Dezember 1949 wurde Olm als erster Sozialdemokrat zum Bürgermeister in Arnsberg gewählt. Ihm gelang unter anderem die Ansiedlung der Firma Sauerländer Spanplatte. In seine Zeit fällt die Planung für Wohnhäuser für die Offiziere der belgischen Garnison, die damit Wohnungen für Arnsberger Bürger freimachen konnten. Auch die bauliche Erschließung des Gutenbergplatzes, die Erweiterung des Krankenhauses, der Bau der Schreppenberger Straße oder die Errichtung des Waldfriedhofs fielen in seine Amtszeit.